# Мајк Мун
Мајк Мун (енгл. Mike Moon) је шведски хеви метал гитариста рођен 1968. године. Његово право име је Микел Милинен (швед. Mikael Myllynen). Најпознатији је као гитариста данског бенда Кинг Дајмонд. Пре него се придружио Дајмондима 1987. година са 19 година, Мајк је био члан шведског бенда Медисон од 1984. до 1986. године. Био је члан Дајмонда у току турнеје по САД и Европи и промоције албума Abigail, касније га је заменио Пит Блек након турнеје. Мајк је власник једне забављачке компаније на Флориди.